# Vũ Huấn
Vũ Huấn (武训), thường gọi Vũ Thất (武七) (5 tháng 12 năm 1838 - 23 tháng 4 năm 1896) là một người ăn mày và nhà hoạt động giáo dục danh tiếng thời nhà Thanh. Với việc đi ăn xin trong hơn 30 năm để góp tiền thành lập trường học dành cho những người nghèo túng, ông được coi như một đại anh hùng, các sử sách thời cận đại xưng tụng ông là "Khoáng thế kỳ nhân".

## Cuộc đời và công nghiệp

### Niên thiếu
Ngày 19 tháng 10 năm Đạo Quang thứ 18 (5 tháng 12 năm 1838), Vũ Tông Ngụ, một người nông dân nghèo thuộc một dòng họ làm nghề nông nhiều đời thiếu thốn, đã hạ sinh đứa con thứ 7, tại Vũ gia trang, Đường Ấp, tỉnh Sơn Đông (nay ở phía tây Liêu Thành), đặt tên là Vũ Huấn.
Khi Vũ Huấn lên 5 tuổi, cha mất, hoàn cảnh gia đình càng trở nên cùng túng. Anh trai của ông là Vũ Nhượng mưu sinh xa nhà. Gia đình chỉ còn hai mẹ con, Vũ Huấn phải theo mẹ là Thôi thị xin ăn kiếm sống qua ngày. Ông rất hiếu thảo, thường xin được vật ngon thì giữ cho mẹ cả. Ông lại còn thèm đi học, hay ngấp nghé ở các trường để nghe giảng, thấy học trò về thì cung kính theo sau, nhưng với bộ dạng ăn mày, ông bị khinh bỉ và ghét bỏ không kể xiết. Có lần ông đánh liều vào một lớp xin học, bị đánh đập, chế nhạo rất thậm tệ. Sau lần đó, ông chỉ còn mỗi ngày cầm gậy đánh chó, đội nón rách, cầm bát mẻ, dọc theo đường phố xin ăn.
Hai năm sau, mẹ Vũ Huấn qua đời, ông được một người bà con nghèo nhận nuôi dưỡng, tạm thời chấm dứt 2 năm làm ăn mày. Thấy không phải xin ăn nữa, ông lại muốn được đi học, và lại thất vọng. Nhưng việc nhiều phen nhận thấy cái khổ của việc mù chữ, đã kích thích ông ý muốn xây dựng một trường học cho trẻ em nghèo.

### Xintiềnxây trường học
Ở với người bà con nghèo không được lâu, ông lại đi ăn xin.
Vũ Huấn lưu lạc nhiều nơi, đến năm 16 tuổi vào làm thuê cho cử nhân họ Trương ở thôn Tiết Điếm huyện Quán Đào. Do Vũ Huấn không biết chữ nên nhiều lần bị lừa gạt và vu oan đánh đập, ông bất mãn bỏ tới làm thuê cho một vị Tú tài. Vị này cũng thấy Vũ Huấn mù chữ, mỗi lần chị gái gửi thư cho ông lại đọc lượt bớt đoạn gửi tiền, đến khi Vũ Huấn biết chuyện hỏi lại thì bị chửi cho một trận. Có hôm vị Tú Tài nọ sai ông dán câu đối tết, gặp cơn gió thổi liễn bay tứ tung, ông dán nhầm đủ thứ: đầu giường thì "Chó mèo bình an", chuồng gà thì "Cả nhà cát tường"... Tú tài nọ giận quá đánh cho một trận rồi đuổi đi mà còn trừ tiền công. Vũ Huấn phẫn uất ném trả tiền vào mặt người Tú tài. Sau đó ông lại sang ở với chị, tại đây cũng không khá gì hơn: bị người anh rể là Trương lão bản nhiều lần vu cáo bằng chữ nghĩa, mà Vũ Huấn mù chữ, có miệng không sao nói được. Rời nhà chị, ông đau khổ đến phát bệnh, nằm mê man trong cái miếu hoang suốt ba ngày ba đêm.
Trải qua nhiều phen linh đinh tân khổ, Vũ Huấn thương xót số phận, thương những người cùng cảnh ngộ như mình ở trên đời, vì không biết chữ mà bị làm nhục, bị coi thường. Sau ba ngày trong miếu hoang ấy, ông tỉnh dậy và quyết tâm thực hiện ý định xây trường nghĩa học. Người đời nghe ông ăn xin lảm nhảm mấy câu: "Sớm muộn gì cũng phải xây dựng được một trường nghĩa học", cho rằng ông bị điên.
Vũ Huấn tiếp tục xin ăn khắp nơi. Ông hóa trang xấu xí, nghĩ ra nhiều thủ thuật, trò lạ để xin ăn. Ông làm ngựa cho bọn trẻ cưỡi, ăn rắn rết, gạch ngói, và cả ăn cứt đái của người ta để xin tiền. Ngoài xin ăn, ông thỉnh thoảng lại đi làm thuê như xay thóc, hốt phân, cắt cỏ, đắp ruộng... Vũ Huấn hành động không biết mệt mỏi, thường nghêu ngao hát về việc xây trường nghĩa học, cũng khiến một số người thương hại.
Cuối cùng sau nhiều phen nhịn nhục quỵ lụy, trải biết bao nhiêu cay đắng, nhục nhã, ông đã có vốn lớn để xây góp tiền xây nên một trường nghĩa học. Sự việc không tưởng này làm cảm động các bậc quan sĩ, đến quan phủ và lên tới cả triều đình.

### Hoàn thành tâm nguyện
Tờ tâu của Tuần phủ Sơn Đông Trương Diệu vào năm Quang Tự thứ 14 (1888) viết:
"...Vũ Huấn là con Vũ Tông Ngụ người trong huyện, từ nhỏ mồ côi cha, nhà rất nghèo, thờ mẹ là Thôi thị hết lòng hiếu cẩn, cùng anh mình là Vũ Nhượng cũng rất thương yêu nhau. Chất phác cần kiệm, hàng năm những tiền chi tiêu còn thừa thì tích góp cho vay, lần lượt mua hơn 230 mẫu đất, tính ra tiền là 4.263 quan 874 đồng, tất cả quyên làm kinh phí dựng trường nghĩa học (...) gồm 20 gian nhà ngói. Về các vật liệu cần thiết, Vũ Huấn quyên 2800 quan, người trong thôn quyên 1.578 quan, mùa xuân năm nay khánh thành, rước thầy về dạy (...). Thần xét số tiền Vũ Huấn quyên làm kinh phí dựng trường tổng cộng hơn 7000 quan, tính ra bạc thì hơn 2000 lượng, hợp với được xây tinh phường, ngẩng đội ơn trời, xin cho Vũ Huấn ở huyện Đường Ấp tự dựng tinh phường, cấp cho biển đề "Lạc Thiện Hiếu Thí " (vui điều thiện, thích làm ơn) để tưởng thưởng..."
Sau đó, một toà tinh phường lớn có biển "Lạc Thiện Hiếu Thí" lập tức được dựng ở đường lớn trấn Liều Lâm. Thật ra tờ tâu của quan huyện còn có chỗ chưa minh bạch, vì sợ nói thẳng là của ăn xin thì bị tội, không dám tâu thật cho nhà Vua.
Trường nghĩa học thành lập, Vũ Huấn quan tâm không ngớt. Khi có thầy dạy lười nhác, ông tới trước mặt quỳ xuống nài nỉ. Khi có trò cứng đầu, lơ là, ông lại quỳ mọp trước mặt không chịu đứng lên để khuyên nhủ. Khi trường có học sinh đạt thành tích cao, ông lại quỳ lạy cảm tạ và khuyến khích.
Thời gian khấm khá ấy, có lúc anh ruột đánh bạc mắc nợ tới xin, Vũ Huấn không cho một xu, nhưng nghe tin có người đàn bà Trần thị, vợ Trương Bát Trại ở huyện Quán khâu vá xin ăn để nuôi mẹ, ông lại tặng cho mười mẩu ruộng tốt. Lúc này, ông vẫn tiếp tục ngày đi ăn xin, đêm ngủ trong miếu, đến mức có lần toàn thể học sinh tới quỳ mọp xin ông về ở trong trường, ông từ chối, bảo rằng mình đi xin ăn mà giàu là nhờ người tốt, nếu hưởng thụ thì như là lừa dối họ, nên ông không về.
Sáng ngày 23 tháng 4 năm Quang Tự thứ 22 (1896), Vũ Huấn mắc bệnh chết, thọ 59 tuổi. Bấy giờ các học sinh gào khóc, thân sĩ ba huyện Đường Ấp, Quán Đào, Lâm Thanh đi dự tang lễ, dân các huyện đưa tang có tới hàng vạn người.
Năm Quang Tự thứ 30 (1904), sau khi ông mất 8 năm, Tuần phủ Sơn Đông mới là Viên Thụ Huân nhớ lại chuyện cũ, kể thật tất cả với triều đình. Vua liền phê chuẩn giao cho Quốc sử quán lập truyện, dựng đền Trung Nghĩa thờ cúng mãi mãi.

## Tưởng nhớ
Tinh thần từ chuyện xin ăn xây trường học của Vũ Huấn đã gây ảnh hưởng lớn. Sau khi ông mất, trong nước Trung Quốc nối nhau sáng lập nhiều trường học. Trường Sư phạm giảng tập ở huyện Đường Ấp sau đó đã đổi tên thành trường Trung học Vũ Huấn. Cháu của Vũ Huấn là Kim Đống cũng quyên tiền xây dựng ở Quán Đào, Quán huyện mỗi nơi một trường tiểu học sơ cấp Vũ Huấn. Phùng Hoán Chương một mình lập ra hơn hai mươi trường tiểu học Vũ Huấn để kỷ niệm ở các huyện Thái An, Sào Huyện, tỉnh An Huy. Hiệu trưởng trường nghĩa thục ở ngõ Ngự Sử mà Vũ Huấn cùng các thân sĩ huyện Lâm Thanh lập ra, Vương Phỉ Hiển, đã tưởng nhớ Vũ Huấn bằng cách biến trường này thành trường có quy mô lớn nhất. Vương Phỉ Hiến mất năm 1933, đến khi mất vẫn chưa dùng một đồng tiền của nghĩa thục làm việc riêng. Ông được người đời sau gọi là "Vũ Huấn thứ hai", không thẹn với Vũ Huấn trước kia đã mời mọc nhờ cậy, có thể coi là đồng chí với Vũ Huấn.
Trường sư phạm Nam Thông trước đây còn bày ảnh truyền thần của Vũ Huấn ngang với ảnh của Khổng Tử. Đền thờ của Vũ Huấn nay vẫn còn tại Sơn Đông, Trung Quốc.
Tuy được thờ phụng, song tên tuổi và công lao của Vũ Huấn cũng bị nhiều phen phủ định, phần đông là từ phía chính quyền cộng hoà nhân dân Trung Hoa những năm đầu. Năm 1950, bộ phim "Vũ Huấn truyện" (武訓傳) dài 204 phút ra đời, do Triệu Đơn đóng vai chính, nội dung gây được nhiều cảm động, nhưng lại bị các nhà lãnh đạo phê phán. Trong cách mạng văn hoá, có lúc Vũ Huấn bị lôi ra chỉ trích (1951) vì đã "mở trường dạy học bằng tiền ăn xin".